# من و اورسن ولز
من و اورسن ولز (انگلیسی: Me and Orson Welles) فیلمی در ژانر کمدی-درام و درام به کارگردانی ریچارد لینکلیتر است که در سال ۲۰۰۸ منتشر شد.

## بازیگران
- زک افران
- کلیر دینز
- بن چاپلین
- زویی کازان
- ادی مارسن
- کلی رایلی
- جیمز توپر
- کریستیان مک‌کی